# Čáslavsko
Čáslavsko – gmina w Czechach, w powiecie Pelhřimov, w kraju Wysoczyna. Według danych z dnia 1 stycznia 2014 liczyła 114 mieszkańców.